# Naokuni Nomura
Naokuni Nomura (野村 直邦, Nomura Naokuni) (15 mai 1885 - 12 décembre 1973) est un amiral de la marine impériale japonaise qui fut brièvement ministre de la Marine pendant 5 jours en 1944.

## Biographie
Né dans la préfecture de Kagoshima, Nomura sort diplômé de la 35e promotion de l'académie navale impériale du Japon le 20 novembre 1907, étant classé 43e sur 172 cadets. Il sert comme aspirant sur les croiseurs Itsukushima (en) et Kashima. Nommé enseigne le 25 décembre 1908, il est affecté sur le destroyer Yayoi et Kamikaze. Après une formation d'artillerie navale et de torpille, il est affecté sur le cuirassé Aki et est promu sous-lieutenant le 1er décembre 1910.
Nomura sert ensuite sur un grand nombre de navires dont la canonnière Tatsuta (en), le croiseur Chiyoda, la canonnière Manshu et le croiseur Aso.
Promu lieutenant le 1er décembre 1913, il est affecté sur le destroyer Yayoi puis sur le Kashiwa, et a son premier commandement avec le Shirakumo. Nomura est promu lieutenant-commandant le 1er décembre 1919. Il sort diplômé de l'école navale impériale du Japon avec les honneurs en 1920. Il sert ensuite à divers postes d'État-major dont celui d'attaché naval en Allemagne d'août 1922 à septembre 1924. De retour au Japon, il est promu commandant le 1er décembre 1924.
En avril 1927, Nomura est membre de la délégation japonaise à la conférence navale de Genève (en). Il devient capitaine le 10 décembre 1928 et assume le commandement du ravitailleur de sous-marins Chōgei (en) en décembre 1928. Nomura visite l'Allemagne de nouveau en 1929 et fait partie de la délégation japonaise aux discussions du traité naval de Londres. Revenu au Japon, il commande le croiseur Haguro, puis le porte-avions Kaga de février 1922 à octobre 1933. En 1934, il est commandant de l'école de sous-mariniers.
Nomura est promu contre-amiral le 15 novembre 1934. Il sert à divers postes à l'État-major de la marine impériale japonaise, dont celui de chef des renseignements navals en 1937. Promu vice-amiral le 15 novembre 1938, il sert comme commandant-en-chef de la 3e flotte de novembre 1939 à septembre 1940.
Nomura est envoyé comme agent de liaison naval en Europe dans le cadre de la participation du Japon au pacte tripartite de novembre 1940 à août 1943 et est stationné comme attaché militaire à Berlin. Durant cette période en Allemagne, il tente d'acquérir les dernières technologies militaires pour le Japon, en particulier sur les développements des sous-marins Unterseeboot et des avions. Il retourne au Japon à bord du U-511 qui est offert au Japon par Adolf Hitler et intégré dans la marine japonaise sous le nom de RO-500.
De retour au Japon, Nomura est brièvement commandant-en-chef du district naval de Kure. Le 1er mars 1944, il est promu amiral.
Il sert comme ministre de la Marine pendant 5 jours du 17 au 22 juillet 1944 dans le gouvernement du Premier ministre Hideki Tōjō.
Dans les derniers temps de la guerre du Pacifique, il sert comme commandant-en-chef du district naval de Yokosuka et de la flotte d'escorte maritime. Il entre dans la réserve le 15 octobre 1945 et meurt à l'âge de 88 ans en 1973.
Nomura est au centre d'une controverse en 1971 quand il prend la tête d'un groupe de vétérans japonais pour tenter de récupérer le destroyer Yukikaze après que celui-ci ait été vendu à la ferraille par la marine de la République de Chine. Il ne réussit cependant qu'à récupérer la roue de direction.